# Поліводський Олександр Анатолійович
Олександр Анатолійович Поліводський — (9 жовтня 1973, м. Жмеринка, Вінницька область — 19 квітня 2023, с. Діброва, Луганська область) — юрист, кандидат юридичних наук, молодший сержант, кавалер ордена «За мужність» III ступеня.

## Життєпис
Народився 9 жовтня 1973 року в місті Жмеринка Вінницької області.
Закінчив юридичний факультет Ужгородського державного університету (нині — Ужгородський національний університет), а з 1996 по 1999 року навчався в аспірантурі Інституту держави і права ім. В. М. Корецького НАН України.
Автор понад 70 публікацій у академічній пресі та професійних виданнях, входив до Ради науково-правових експертиз Інституту держави і права ім. В. М. Корецького НАН України.
З 2000 по 2015 р. викладав на кафедрі галузевих правових наук курси «Земельне право», «Використання земель у підприємницькій діяльності», «Договірне право» та «Біржове право» у Національному університеті «Києво-Могилянська академія».
Кандидат юридичних наук, доцент, науковий співробітник відділу проблем аграрного, земельного та екологічного права. Очолював Комітет земельного права Національної асоціації адвокатів України.
Був засновником та партнером юридичної фірми «Софія», неодноразово запрошувався як юридичний радник для міжнародних організацій таких як IFC, Світовий Банк (WB), Європейська комісія, ЄБРР тощо.
Після повномасштабного вторгнення російських військ 24 лютого 2022 вступив добровольцем до ТРО.
Загинув 19 квітня 2023 року в бою на околицях села Діброва Луганської області.

## Нагороди
- Орден «За Мужність» 3-го ступеня — за особисту мужність, виявлену у захисті державного суверенітету та територіальної цілісності України, самовіддане виконання військового обов’язку.[2]